# Jens Christian Skou
Jens Christian Skou (Lemvig, 8 de outubro de 1918 – Aarhus, 28 de maio de 2018) foi um médico e bioquímico dinamarquês. Foi laureado com o Nobel de Química de 1997, por seu trabalho junto com John Ernest Walker e Paul Delos Boyer sobre a descoberta da enzima transportadora dos íons Na+ e K+ conhecida como Na+/K+-ATPase.

## Biografia
Skou nasceu em 1918 em Lemvig, Dinamarca. Estudou medicina na Universidade de Copenhague, completando os estudos em 1944. Em 1954 obteve o doutorado na Universidade de Århus.

## Carreira
Em 1997 ele recebeu o Prêmio Nobel de Química (junto com Paul D. Boyer e John E. Walker) por sua descoberta de Na+,K+-ATPase,
Skou havia se afastado alguns anos de seu treinamento clínico no início dos anos 1950 para estudar a ação dos anestésicos locais. Ele havia descoberto que a ação anestésica de uma substância estava relacionada à sua capacidade de se dissolver em uma camada da parte lipídica da membrana plasmática, as moléculas anestésicas afetavam a abertura dos canais de sódio que ele presumia serem proteínas. Isso, argumentou ele, afetaria o movimento dos íons de sódio e tornaria as células nervosas inexcitáveis, causando anestesia.
Skou achava que outros tipos de proteína de membrana também poderiam ser afetados pela dissolução de anestésicos locais na parte lipídica da membrana. Ele então teve a ideia de olhar uma enzima que estava embutida na membrana e descobrir se suas propriedades eram afetadas pelos anestésicos locais. Ele olhou para ATPase em nervos de caranguejo.
A enzima estava lá, mas infelizmente sua atividade era muito variável e ele precisava de uma enzima altamente ativa para seus estudos. Eventualmente, ele conseguiu descobrir que a ATPase era mais ativa quando exposta à combinação certa de íons sódio, potássio e magnésio. Só então ele percebeu que essa enzima poderia ter algo a ver com o movimento ativo do sódio e do potássio através da membrana plasmática. Essa ideia havia sido postulada muitos anos antes, no entanto, o mecanismo era bastante desconhecido.
Skou publicou suas descobertas. No entanto, em seu artigo ele estava receoso de identificar a enzima com o movimento de íons ativos, então ele omitiu o termo “bomba de sódio-potássio” do título de seu artigo. Na verdade, ele parece ter percebido a importância de sua descoberta apenas gradualmente e continuou seus estudos sobre anestésicos locais.
Em 1958, Skou foi a uma conferência em Viena para descrever seu trabalho com a colinesterase. Lá ele conheceu Robert Post (nascido em 1920), que havia estudado o bombeamento de sódio e potássio nas células vermelhas do sangue. Post descobriu recentemente que três íons de sódio eram bombeados para fora da célula para cada dois íons de potássio bombeados, e em sua pesquisa ele usou uma substância chamada ouabaína (ou g-estrofantina), que recentemente demonstrou inibir a bomba).
Post não tinha lido o artigo de Skou, mas ficou animado quando Skou contou a ele sobre seu trabalho com ATPase. Post perguntou se a enzima foi inibida pela ouabaína. Nesse estágio, Skou não sabia que a ouabaína inibia a bomba, mas imediatamente telefonou para o laboratório e providenciou a realização do experimento. A ouabaína de fato inibiu a enzima, estabelecendo assim uma ligação entre a enzima e a bomba de sódio-potássio.

Após o Prêmio Nobel, Skou deu várias entrevistas contando a história de suas descobertas e, aos 94 anos, foi relatado que ainda se mantinha atualizado com as publicações em seu campo. Ele morreu em 28 de maio de 2018 em Aarhus, Dinamarca, aos 99 anos, menos de cinco meses antes de seu 100º aniversário.